# Dibër (district)
Dibër (Albanees: Rrethi i Dibrës) is een van de 36 districten van Albanië. Het heeft 86.000 inwoners (in 2004, schatting) en een oppervlakte van 761 km². Het district ligt in het noordoosten van het land in de prefectuur Dibër. De hoofdstad van het district is de stad Peshkopi. Het district grenst in het oosten aan Noord-Macedonië.

## Geografie
Net als de andere districten in de prefectuur is Dibër bergachtig. De hoogste berg van Albanië, de Mali i Korabit, ligt op de oostgrens met Noord-Macedonië. De berg is ook de hoogste berg van Noord-Macedonië. Ten westen van de berg ligt een groot dal. Door dit dal stroomt de Drin, die in het zuiden door een smalle kloof binnendringt en het dal in het noorden door een vergelijkbare kloof weer verlaat.
Het landschap van Dibër bestaat uit hoge bergen, diepe dalen, wouden, kloven, beken en rivieren. In het gebied leeft de Europese bruine beer, alsook vele andere wilde dieren. Het district is dunbevolkt en slecht begaanbaar. De verbindingen met de rest van het land zijn beperkt. De enige stad is de hoofdplaats Peshkopi.

## Bevolking
De bevolking van Dibër is opvallend homogeen. Alleen in het uiterste oosten heeft de bevolking zich gemengd met de Macedonische. Hier wordt ook nog Macedonisch gesproken, al wordt de taal steeds minder gesproken en ook niet op scholen onderwezen.
Bijna 90% van de bevolking is moslim. De Macedonische minderheid is overwegend oosters-orthodox.
De bevolking leeft voornamelijk van de landbouw. In de rivierdalen is beperkte akkerbouw mogelijk, in de bergen enkel veeteelt. Typerend zijn de schaapherders die hun schapen op de berghellingen laten weiden. Dibër heeft te maken met een bevolkingsafname: door de geringe werkgelegenheid trekken veel mensen naar de steden elders in het land, of naar het buitenland.
In de periode 1995-2001 had het district een vruchtbaarheidscijfer van 3,39 kinderen per vrouw, hetgeen hoger was dan het nationale gemiddelde van 2,47 kinderen per vrouw.

## Bestuurlijke indeling
- Stad (1): Peshkopi
- Gemeenten (14): Arras, Fushë-Çidhën, Kala e Dodës, Kastriot, Lurë, Luzni, Maqellarë, Melan, Muhur, Qendër Tomin, Selishtë, Sllovë, Zall-Dardhë, Zall-Reç

Berat · Bulqizë · Delvinë · Devoll · Dibër · Durrës · Ëlbasan · Fier · Gjirokastër · Gramsh · Has · Kavajë · Kolonjë · Korçë · Krujë · Kuçovë · Kukës · Kurbin · Lezhë · Librazhd · Lushnjë · Malësi e Madhe · Mallakastër · Mat · Mirditë · Peqin · Përmet · Pogradec · Pukë · Sarandë · Skrapar · Shkodër · Tepelenë · Tirana · Tropojë · Vlorë